# Sông Pai
Sông Pai (tiếng Thái:แม่น้ำปาย) là một con sông xuất phát từ huyện miền núi Pai, tỉnh Mae Hong Son. Sông này chảy xuống huyện Mueang Mae Hong Son. Sông Pai đổ vào sông Salween ở bang Kayah, Myanmar. Sông có chiều dài 180 km.